# Hartsdale
Hartsdale är en ort i Westchester County i delstaten New York i USA. År 2010 var antalet invånare drygt 5 000.